# Orlaya
Orlaya és un gènere de plantes apiàcies. Consta de 9 espècies descrites. Són plantes natives de la regió mediterrània i les terres properes. Als Països Catalans es troben dues espècies: Orlaya daucoides i Orlaya grandiflora.

## Taxonomia
El gènere va ser descrit per Georg Franz Hoffmann i publicat a Genera Plantarum Umbelliferarum xxvi, 58. 1814. L'espècie tipus és: Orlaya grandiflora Hoffm.	
- Orlaya daucoides Greuter
- Orlaya grandiflora Hoffm.